# クラビス
株式会社クラビスは、領収書や通帳など紙証憑の自動記帳サービス『STREAMED（ストリームド）』の開発・運営を行う、日本の株式会社である。

## 沿革
- 2012年12月 - 株式会社クラビス設立
- 2014年07月 - クラウド経費管理アプリ 「STREAMED（ストリームド）」正式リリース
- 2015年04月 - 会計事務所向けクラウド記帳サービス「STREAMED 会計事務所プラン」販売開始
- 2016年11月 - 経理担当者向けクラウド記帳サービス「STREAMED 経理プラン」販売開始
- 2017年11月 - 株式会社マネーフォワードのグループに参画